# أعور
الأعور (بالإنجليزية: Cecum)‏ هو كيس داخل الصفاق، والذي يعتبر بداية الأمعاء الغليظة. يستقبل الكيموس من اللفائفي، ويتصل بالقولون الصاعد (جزء من الأمعاء الغليظة). يفصله عن اللفائفي الصمام اللفائفي الأعوري، ويدعى كذلك صمام باوهين. ويفصله عن القولون التقاطع الأعوري القولوني. تتصل الزائدة الدودية بالمصران الأعور. بينما الأعور هو عادة داخل الصفاق، القولون الصاعد هو خلف الصفاق.

## صور إضافية

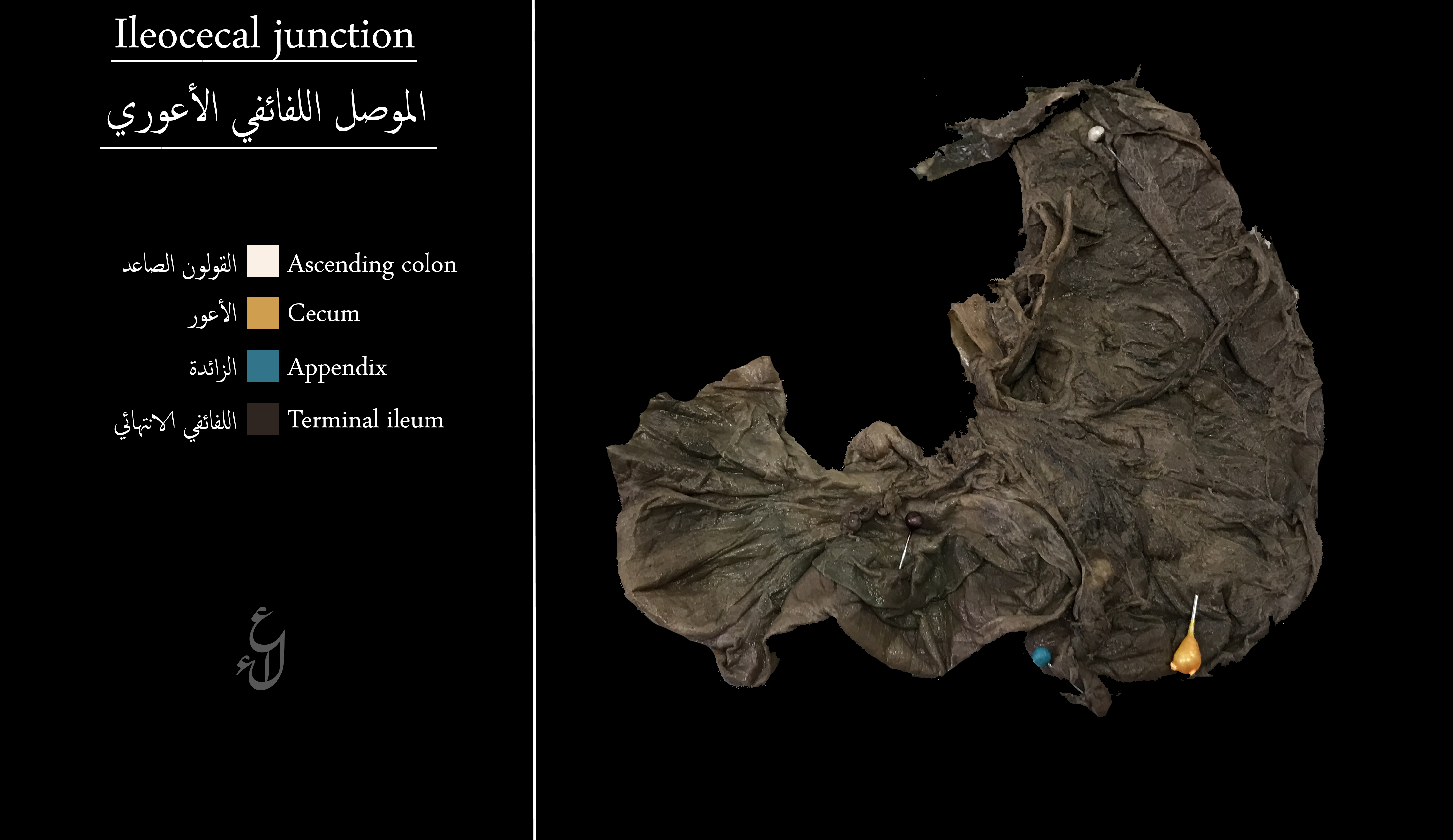
الموصل اللفائفي الأعوري (يظهر الأعور باللون البرتقالي)
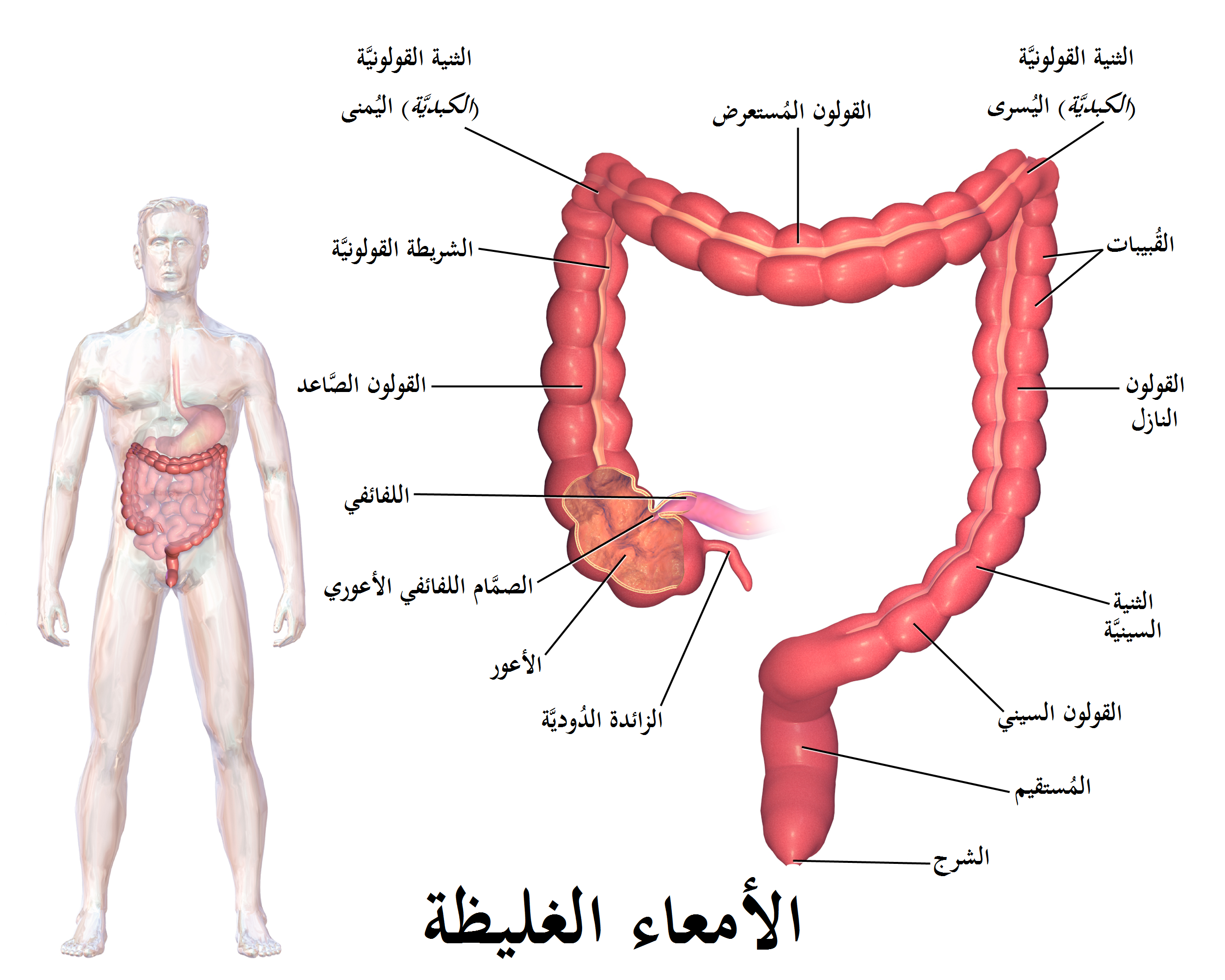
رسم توضيحي للأمعاء الغليظة
رسم تخطيطي لمسار المعدي المعوي
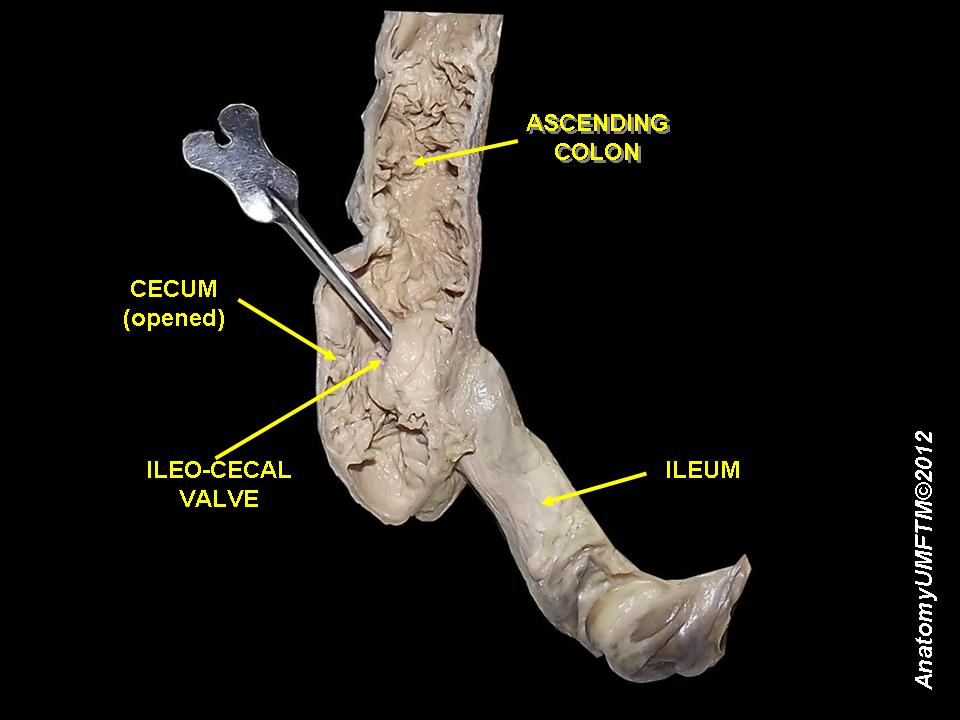
الأعور واللفائفي
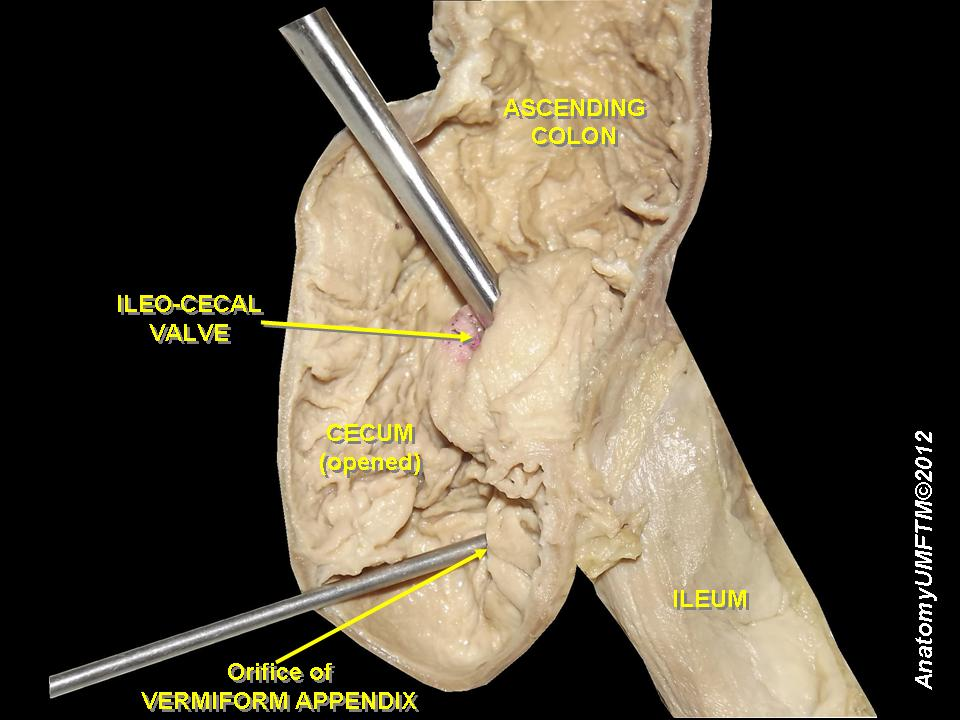
الصمام اللفائفي الأعوري
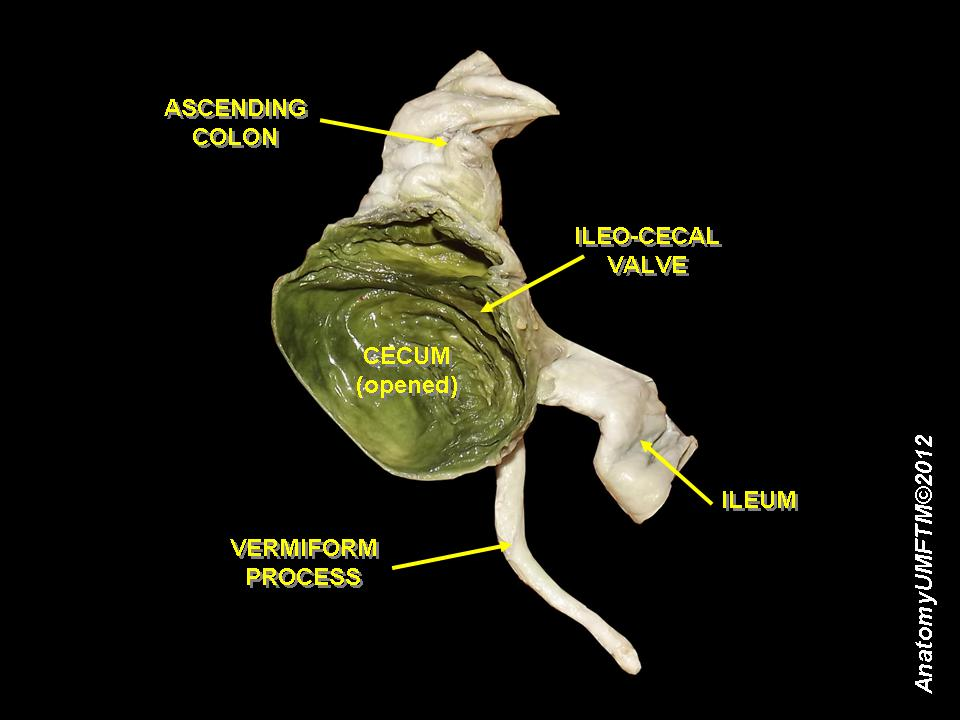
الأعور
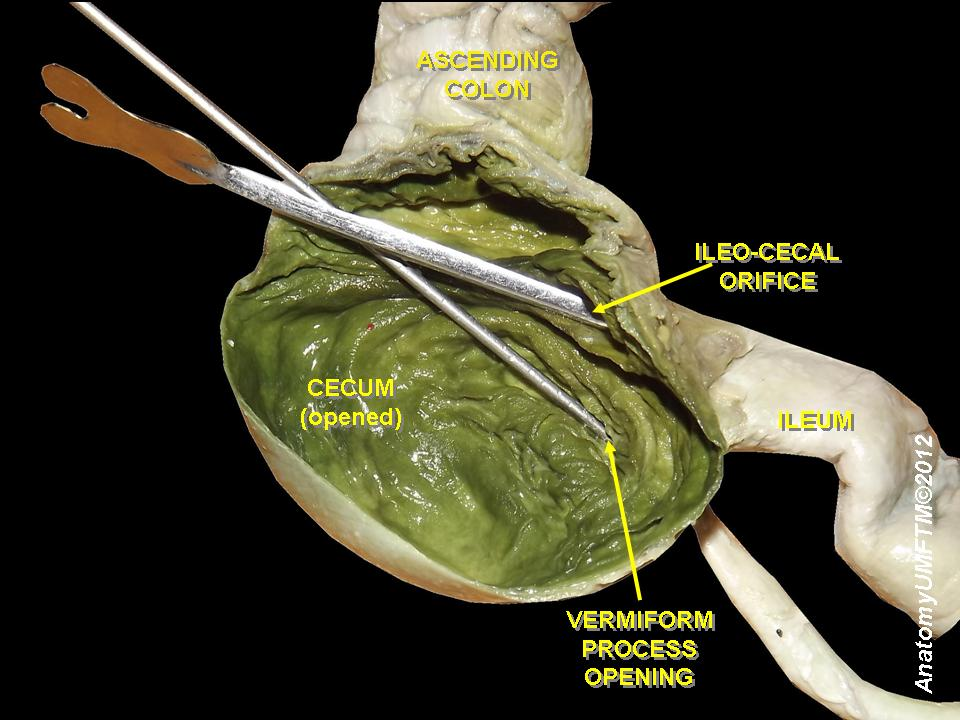
الفتحة اللفائفية الأعورية
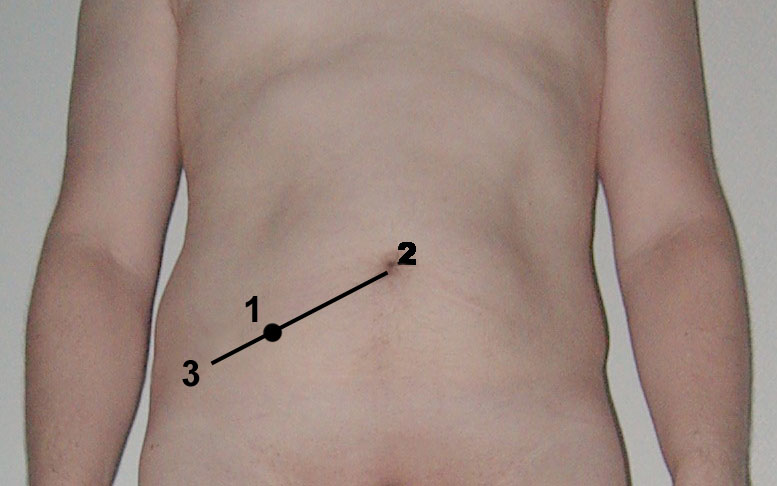
موقع نقطة ماكبورني (#1)
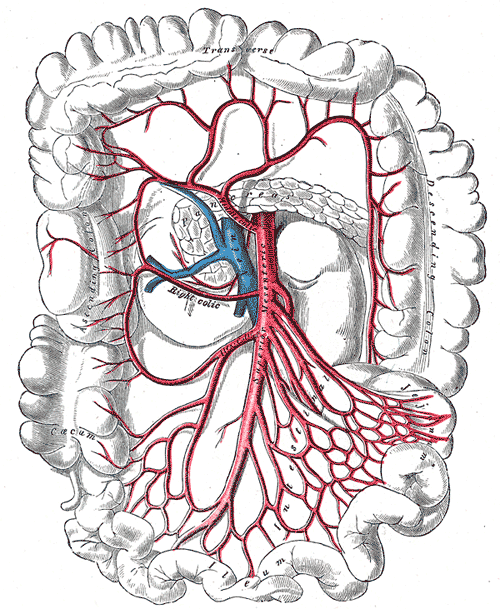
الشريان المساريقي العلوي وأفرعه
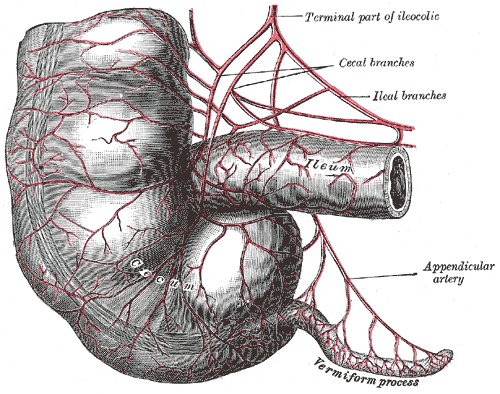
شرايين الأعور والزائدة الدودية
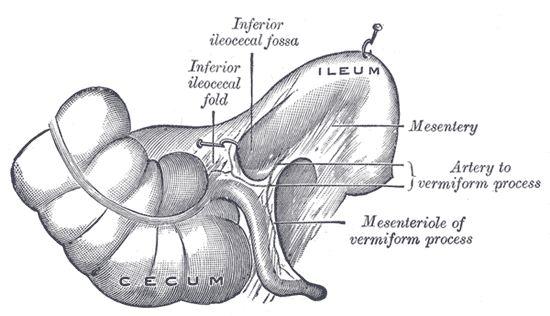
الانخفاض اللفائفي الأعوري السفلي
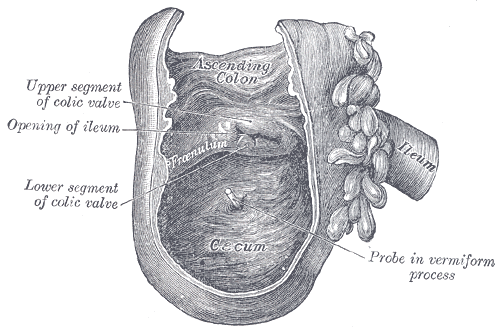
صورة من الداهل للصائم والنهاية السفلى للقولون الصاعد تظهر الصمام القولوني
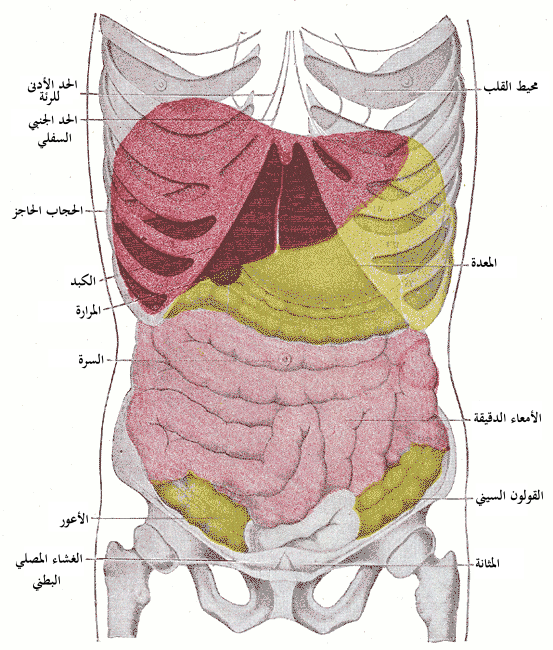
طبوغرافيا الأحشاء الصدرية والبطنية
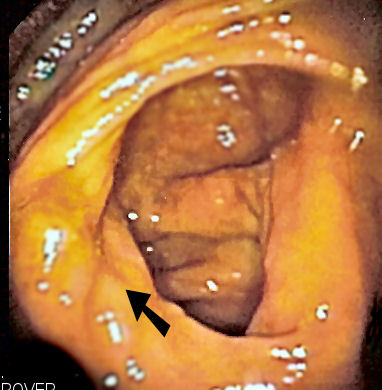
صورة تنظير القولون للأعور حيث يشير السهم إلى الصمام اللفائفي الأعوري في مقدمة الصورة (أمامية الصورة وصدرها)

## روابط خارجية
- Photo at mgccc.cc.ms.us
- شكل تشريحي: 37:03-08 على موقع مركز سوني دونستات الطبي (تشريح بشري عبر الإنترنت).—"Abdominal organs in situ."
- شكل تشريحي: 37:06-09 على موقع مركز سوني دونستات الطبي (تشريح بشري عبر الإنترنت).—"The larger intestine."
- شكل تشريحي: 39:05-09 على موقع مركز سوني دونستات الطبي (تشريح بشري عبر الإنترنت).—"The cecum with the distal portion of the ileum."
- صور تشريحية:39:14-0101 في مركز داونستيت الطبي التابع لجامعة نيويورك—"Incisions of the Cecum"
- مقطع عرضي - مختبر التلدين، جامعة فيينا الطبية. pelvis/pelvis-e12-2
- Video clip of worms in the Cecum